# GF Racing
GF Racing, o GF Motorsport, fue una escudería argentina de automovilismo. Fue fundada en el año 1992 por el piloto Gabriel Furlán, quien decidió volcar en su país y en la región, sus conocimientos adquiridos en categorías internacionales como la Fórmula 3000 Internacional. Esta escudería posee una gran cantidad de títulos en categorías monoplazas, algunos de los cuales fueron obtenidos por el propio Gabriel Furlán. Otra categoría donde esta escudería fuera partícipe fue en el TC 2000 donde representó de manera oficial a la marca Mitsubishi Argentina. Otro logro por parte de este equipo es su programa de desarrollo y formación de pilotos profesionales, el cual se lleva a cabo en la categoría Fórmula Renault Argentina, donde la escudería posee su estructura principal.
A lo largo de su carrera deportiva, se destacó por mayoritariamente participar en categorías argentinas contando con el apoyo oficial de los representantes de la marca japonesa Mitsubishi. Sus principales actuaciones tuvieron lugar en la extinta categoría Fórmula 3 Sudamericana, donde el propio Furlán obtuvo tres títulos al comando de una unidad Dallara. Asimismo, a nivel nacional también tuvo participaciones destacadas en la Fórmula Renault Argentina, siendo en esta categoría una de las escuderías que más pilotos supo promover a nivel profesional, además de contar con el campeonato obtenido por Guido Falaschi en 2008. Por último, tuvo gran participación en la categoría argentina de turismos Top Race, donde en el segundo semestre del año 2010 obtuvo el título de la divisional Top Race Junior de la mano del piloto Gerardo Salaverría.
Supo contar también con apoyo de otras firmas multinacionales como DuPont o 3M. A partir del año 2018 y tras aumentar la participación de 3M como patrocinante, el equipo pasó a denominarse comercialmente 3M Top Race Team.

## Cronología
- 1992-1993: Gabriel Furlán regresa de Europa y planifica la construcción de un equipo de automovilismo de velocidad, con el fin de volcar todos sus conocimientos adquiridos en las categorías que compitió en ese continente. Interesado en el potencial demostrado por la Fórmula 3 Sudamericana, funda en 1992 el GF Motorsports, equipo con el cual intervendría en dicha categoría. La primera alineación de esta escudería, mostró en pista a Furlán acompañado de Adrián Hang, piloteando ambos sendas unidades Dallara-Fiat. En 1993, la escudería continúa su incursión en la Fórmula 3 Sudamericana. Al equipo se suma el entrerriano Omar Martínez, quién reemplaza ese año a Adrián Hang como compañero de Furlán.

- 1994: La escudería continúa su incursión en la Fórmula 3 Sudamericana, teniendo participación en las dos clases de esta categoría. Este mismo año, se iniciaría una seguidilla de títulos entre la Clase A y B, siendo Gabriel Furlán el primero en obtener un título para su escudería, al ganar el campeonato de la Clase A a bordo de un Dallara-Fiat.

- 1995: En esta oportunidad, la escudería obtendría su primer título en la Clase B de la F3, al consagrarse Emiliano Spataro a bordo de un Dallara-Fiat. Si bien el éxito no se repite en la clase mayor, es el segundo campeonato consecutivo para el equipo en sus primeros 3 años de vida. La performance demostrada por la escudería, despertó el interés de la petrolera YPF, quien a partir de este año patrocinaba oficialmente al equipo.

- 1996: Nuevamente Furlán le devolvería el título en la F3 al GF y reconquistaría la corona de la Clase A, a bordo de su Dallara-Fiat con apoyo oficial de YPF. Esta fue la tercera corona consecutiva obtenida por la escudería y la primera con el apoyo oficial de la petrolera argentina.

- 1997: Una nueva corona se sumaría al palmarés del GF Motorsports, de la mano del piloto santafesino Diego Chiozzi, campeón de la Clase B siempre con Dallara-Fiat, quién de esta manera reeditaría la tendencia ocurrida en el año '95 con el título de Spataro, sin poder retenerse la corona de la clase mayor. Una de las novedades más importantes este año, vino de la mano del proveedor de impulsores, ya que por primera vez desde su inauguración, el GF reemplazaba sus históricos motores Fiat por los nuevos motores Mitsubishi en la clase mayor de la categoría.

- 1998: Por primera vez, el equipo inicia su proyecto de expansión hacia otras categorías del automovilismo continental. A su incursión en la Fórmula 3 Sudamericana, se le sumó el campeonato argentino Turismo Internacional, con la cual no se tuvo el desempeño esperado. Mientras tanto, en la F3 las novedades más importantes vendrían de la mano del desarrollo de los prototipos, ya que este año la escudería contaría con asesoramiento oficial de Mitsubishi Argentina, marca proveedora de impulsores desde el año anterior. Ese mismo año, y por tercera vez, Furlán se consagraría campeón de la Clase A de la F3.

- 1999: Las actuaciones demostradas en la F3, animan a Mitsubishi a querer presentar un equipo oficial en la categoría TC 2000. Las relaciones cosechadas entre los directivos continentales de esta marca y el equipo GF Motorsport, facilitan las negociaciones y el equipo de Furlán enfrenta el desafío de desarrollar y poner en pista dos unidades Mitsubishi Lancer y llevando como pilotos al propio Furlán y al múltiple campeón del automovilismo argentino Juan María Traverso.

- 2000-2001: Tras su participación en el año 1999, Traverso decide retirarse del equipo en el año 2000 pasando a formar parte del nuevo equipo Toyota. Por su parte, Mitsubishi continúa apostando al GF Motorsports, agrandando su participación en pista con tres unidades. Tales máquinas les fueron confiadas a Furlán y a los pilotos Nelson García y Alfredo Mariño, procedente del Uruguay, quien de esta forma se convertía en el primer extranjero en competir en TC 2000. Sin embargo, los bajos resultados cosechados en el año 2001, llevaron a la automotriz japonesa a retirar su apoyo oficial del TC 2000.

- 2002-2003: Durante este período, el GF Motorsports siguió incursionando por su cuenta en el TC 2000 con los Mitsubishi Lancer. El equipo sufriría diversas modificaciones en su alineación, manteniéndose únicamente Furlán como piloto principal. Durante este período, pilotos como Mariano Bainotti, Rodolfo Lorca, Henry Martin y hasta el propio Juan María Traverso, desfilarían por los mandos de los Lancer acompañando a Furlan en el desarrollo de sus unidades. En paralelo a ello, el equipo incursiona en el año 2003 en la Copa Mégane, categoría monomarca creada por Renault Argentina como telonera del TC 2000. La escudería pone en pista un Renault Mégane el cual le es confiado al piloto Marcelo Furlán, hermano de Gabriel

- 2004: Tras dos años de ausencia, Mitsubishi regresa al TC 2000 acompañando al GF Motorsports. El equipo compite durante todo el año con una sola unidad piloteada por Gabriel Furlán. Al mismo tiempo, el GF Motorsports continúa en la Copa Megane asistiendo a Marcelo Furlán con su Mégane. Ese mismo año, el equipo recibe también el patrocinio oficial de la proveedora japonesa de cauchos Bridgestone, empresa que ya venía trabajando desde 2003.

- 2005: Nuevamente el equipo GF y Mitsubishi incursionan en el TC 2000 de manera oficial. El objetivo inicial del equipo fue el de poner en pista dos unidades Lancer para Furlán y para el joven Franco Coscia. Sin embargo, ese año los planes terminaron cayendo cuando ocurrió el accidente en el que perdiera la vida el piloto Nicolás Vuyovich del equipo Toyota. Luego de ocurrida esta desgracia, este último equipo terminaría llevándose a Furlán como reemplazante del fallecido piloto, gracias al accionar de Bridgestone que se desempeñaba como patrocinador de las escuderías Mitsubishi y Toyota. Tras estos movimientos, el GF Motorsports comenzó a preparar su equipo para Fórmula Renault Argentina, además de atender el Lancer de TC 2000 que quedaría para Coscia. Ese año, Rafael Morgenstern se uniría al equipo en las últimas fechas de la FRA. Al mismo tiempo, la escudería pasaría a cambiar su denominación empezando a llamarse GF Racing.

- 2008: Tras su alejamiento del equipo Toyota, Gabriel Furlán comienza a trabajar en un nuevo proyecto: el Top Race V6. Este año incursiona en la novel categoría a bordo de un Mercedes-Benz Clase C, identificándolo desde el vamos con el número 29. Al mismo tiempo, el equipo continúa con su trabajo en la Fórmula Renault Argentina, convirtiéndose en una verdadera escuela de pilotos. Este mismo año, el piloto Guido Falaschi, le devolvería a la escudería a los primeros planos al obtener el título de ese año en la FRA. A su vez, también traslada su filosofía de formar pilotos al Top Race Junior (hoy TR Series), categoría en la que debuta con un triunfo y al volante de un Chevrolet Vectra II, el piloto Martín Serrano.

- 2009: Nuevamente el GF Racing es protagonista en la Fórmula Renault, llevando a su piloto Francisco Troncoso a pelear el título palmo a palmo, alcanzando ese año el subcampeonato por detrás de Facundo Ardusso. Al mismo tiempo, en el TRV6, el equipo alcanzaría el tercer puesto a pesar de ingresar a la fase de definición sin puntos. Este mismo año, se daría el debut de Gerardo Salaverría en el Top Race Junior a bordo de un Chevrolet Vectra.

- 2010: Luego de participar en la Copa América 2010 de Top Race con dos unidades Mercedes-Benz (una para Furlán y la otra para Martín Serrano), el equipo GF Racing vuelve a cruzar su camino con la marca Mitsubishi, surgiendo la propuesta de representar a la marca en dicha categoría con dos unidades Mitsubishi Lancer GT y de esta forma, haciendo debutar a la marca en la categoría. La idea se cristlizaría en el segundo semestre de este año, siendo presentado el flamante equipo Mitsubishi GF Racing de Top Race, el cual puso en pista dos Mitsubishi Lancer GT cuya conducción estuvo a cargo de Furlán y de Francisco Troncoso, quien de esta manera debutaba en la categoría. Al mismo tiempo, la escudería continuaba atendiendo el Chevrolet Vectra de Gerardo Salaverría con el cual compitió en todo 2010 en el campeonato de Top Race Series. En el segundo semestre del año, la dirigencia de Top Race decide sorpresivamente terminar la temporada 2010 con un Torneo Clausura, en el cual Salaverría se terminaría consagrando campeón en la divisional TR Series, otorgándole a la escudería un título más a su palmarés y el primero conseguido en una categoría de automóviles de turismo.

- 2011: Para este año, el equipo Mitsubishi renueva su alineación con la incursión de Rafael Morgenstern en reemplazo de Francisco Troncoso, además de renovar su confianza en Gerardo Salaverría para defender el título en el Top Race Series.

## Pilotos principales
- Mariano Altuna (compitió en F3 Sudamericana en 2000)
- Martín Basso (compitió en F3 Sudamericana en 1996, 98 y 99)
- Ernesto Bessone (compitió en TC 2000 en 2001)
- Diego Chiozzi (campeón F3 Sudamericana en 1997)
- Guido Falaschi (campeón Fórmula Renault Argentina en 2008)
- Nicolás Filiberti (subcampeón F3 Sudamericana en 1995)
- Adrián Hang (compitió en F3 Sudamericana en 1992 y 1994)
- Henry Martin (compitió en F3 Sudamericana en 1996 y en TC 2000 en 2002)
- Omar Martínez (compitió en F3 Sudamericana en 1993)
- Martín Serrano (compitió en FRA, TR Junior y TRV6)
- Emiliano Spataro (campeón F3 Sudamericana en 1995)
- Juan María Traverso (compitió en TC 2000 en 1999 y 2002)
- Francisco Troncoso (subcampeón FRA en 2009 y corrió TRV6 en 2010)
- Ianina Zanazzi (compitió en F3 Sudamericana en 2000 y 2001)

## Palmarés
| Título  | Categoría                        | Pilotos            | Automóvil            | Año                  |
| ------- | -------------------------------- | ------------------ | -------------------- | -------------------- |
| Campeón | Fórmula 3 Sudamericana (Clase A) | Gabriel Furlán     | Dallara-Fiat         | 1994                 |
| Campeón | Fórmula 3 Sudamericana (Clase B) | Emiliano Spataro   | Dallara-Fiat         | 1995                 |
| Campeón | Fórmula 3 Sudamericana (Clase A) | Gabriel Furlán     | Dallara-Fiat         | 1996                 |
| Campeón | Fórmula 3 Sudamericana (Clase B) | Diego Chiozzi      | Dallara-Fiat         | 1997                 |
| Campeón | Fórmula 3 Sudamericana (Clase A) | Gabriel Furlán     | Dallara-Mitsubishi   | 1998                 |
| Campeón | Fórmula Renault Argentina        | Guido Falaschi     | Tito-Renault         | 2008                 |
| Campeón | Top Race Series                  | Gerardo Salaverría | Chevrolet Vectra II  | Torneo Clausura 2010 |
| Campeón | Top Race V6                      | Franco Girolami    | Mitsubishi Lancer GT | 2018                 |